# کارخانه (تویسرکان)
کارخانه (تویسرکان)، روستایی از توابع بخش قلقل‌رود شهرستان تویسرکان در استان همدان ایران است.

## مردم
مردم این روستا لر هستند و به زبان لری سخن می گویند..

## جمعیت
این روستا در دهستان میان رود قرار دارد و براساس سرشماری مرکز آمار ایران در سال ۱۳۹۵، جمعیت آن ۲۳۰ نفر (۷۵ خانوار) بوده‌است.